# Język koreański
Język koreański (kor. 한국어, 조선말) – język narodowy Koreańczyków, urzędowy w Korei Południowej i Północnej, a także w chińskiej prefekturze autonomicznej Yanbian. Łącznie na świecie językiem tym posługuje się 77,2 mln ludzi, wliczając skupiska użytkowników w Chinach, Stanach Zjednoczonych, Japonii, Rosji i Kazachstanie.
Oryginalny koreański system zapisu – hangul – jest alfabetem sylabicznym i fonetycznym. Coraz rzadziej spotyka się zapis znakami sinokoreańskimi hancha. Większość słów potocznie używanych w języku koreańskim jest pochodzenia rdzennie koreańskiego, jednakże ponad 50% ogólnego słownictwa ma źródła w koreańskim sposobie odczytania znaków chińskich. Koreański charakteryzuje się szykiem wyrazów SOV.

## Historia
W dziejach języka koreańskiego wyróżniono cztery okresy: starokoreański (przed X w.), średniokoreański (X–XVI w.), nowożytny (XVII–XIX w.) i współczesny.

## Nazwy
W Korei Północnej Korea nazywa się Chosŏn (조선), stąd język koreański nazywa się tam chosŏnmal (조선말) lub bardziej oficjalnie chosŏnŏ (조선어). Natomiast w Korei Południowej, Korea Południowa jest nazywana Hanguk (한국), a język jest zwany han’gukmal (한국말) lub bardziej formalnie han’gugŏ (한국어).
Czasami Koreańczycy mówią o swoim języku urimal (우리말, dosłownie „nasz język”). Język standardowy nauczany w szkołach nosi nazwę „gugŏ” (국어, „język państwowy”).
Korea była także nazywana Chosŏn (Chōsen w języku japońskim), podczas japońskiej okupacji Korei (1910–1945).

## Klasyfikacja i języki spokrewnione
Koreański jest powszechnie klasyfikowany jako język nienależący do żadnej rodziny językowej, czyli język izolowany, niekiedy przyjmuje się istnienie odrębnej rodziny koreańskiej. Większość językoznawców południowokoreańskich, a także niektórzy europejscy i amerykańscy podają koncepcję, która włącza ten język do hipotetycznej rodziny ałtajskiej, w ramach grupy tungusko-mandżurskiej. Część lingwistów amerykańskich uznaje koreański za spokrewniony z japońskim.
W samej Korei możliwość związku pomiędzy językami koreańskim a japońskim jest raczej ignorowana. Częściowo dzieje się tak ze względu na historię obu krajów, częściowo ze względu na brak jednoznacznych dowodów pokrewieństwa. Koncepcja pokrewieństwa z językami ałtajskimi również nie spotyka się z szeroką akceptacją w ogólnoświatowym językoznawstwie.

## Dialekty
W obrębie języka koreańskiego wyróżnia się kilka dialektów regionalnych. Język standardowy (pyojuneo lub pyojunmal) w Korei Południowej opiera się na dialekcie z okolic Seulu, w Północnej – na mowie z okolic Pjongjangu. Odmiany te są bardzo zbliżone do siebie, jedynie dialekt używany na wyspie Czedżu wykazuje znaczną odrębność względem pozostałych. Niektórzy specjaliści uważają go za odrębny język. Jedną z największych różnic pomiędzy dialektami jest akcentowanie. Użytkownicy dialektu seulskiego w bardzo niewielkim stopniu używają akcentowania, w przeciwieństwie do osób posługujących się dialektem gyeongsang, który dzięki częstemu stosowaniu intonacji przypomina w brzmieniu języki europejskie.
Poniżej znajduje się lista nazw tradycyjnych dialektów oraz ich lokalizacji:
| Dialekty standardowe                                                           | Miejsce występowania                                                |
| ------------------------------------------------------------------------------ | ------------------------------------------------------------------- |
| dialekt seulski                                                                | Seul, Inczon, Gyeonggi (Korea Południowa); Kaesŏng (Korea Północna) |
| dialekt pjongjański                                                            | Pjongjang, region P’yŏngan, Chagang (Korea Północna)                |
| Dialekty regionalne                                                            | Miejsce występowania                                                |
| dialekt Chungcheong                                                            | Daejeon, region Chungcheong (Korea Południowa)                      |
| dialekt Gangwon (także: Kangwŏn, w odniesieniu do prowincji w Korei Północnej) | Gangwon (Korea Południowa) / Kangwŏn (Korea Północna)               |
| dialekt Gyeongsang                                                             | Pusan, Daegu, Ulsan, region Gyeongsang (Korea Południowa)           |
| dialekt Hamgyŏng                                                               | Rasŏn, region Hamgyŏng, Ryanggang (Korea Północna)                  |
| dialekt Hwanghae                                                               | region Hwanghae (Korea Północna)                                    |
| dialekt Jeju                                                                   | wyspa Czedżu (Korea Południowa)                                     |
| dialekt Jeolla                                                                 | Gwangju, region Jeolla (Korea Południowa)                           |

## Pisownia
Początkowo do zapisu słów używano hancha – znaków sinokoreańskich. Obecnie rzadko stosuje się ten zapis, stosuje się raczej rodzimy alfabet hangul, czasami dodając znaki chińskie do zapisu słów sinokoreańskich.

### Hancha
Czasami spotyka się w tekście koreańskim chińskie znaki hancha. Obecnie ich występowanie jest stale ograniczane, a na ich miejsce wstawia się wyrazy zapisywane w alfabecie hangul.
Pod wpływem kultury chińskiej, między innymi przez wprowadzenie pisma, do języka koreańskiego dostawały się bezpośrednio lub pośrednio chińskie wyrazy (hanjaeo; 한자어; 漢字語; „słowa ze znaków Han”), zniekształcane przez inny sposób wymowy koreańskiej. Hancha została po raz pierwszy przedstawiona na Półwyspie Koreańskim w czasie panowania chińskiej dynastii Han (한; 漢) (202 p.n.e. – 220), głównie przez Cheonjamun (천자문; 千字文; Klasyka Tysiąca Znaków) i ściśle związana z rozpowszechnianiem się buddyzmu.
Pomimo że większość najczęściej używanych słów jest pochodzenia koreańskiego, słowa sinokoreańskie stanowią ponad 50% słownictwa w ogóle.

### Hangul
Hangul składa się z 24 liter – 14 spółgłosek i 10 samogłosek, które zapisuje się w blokach po 2 do 5 znaków.
Poniżej znajduje się tabela koreańskich symboli oraz ich wymowa IPA:
| hangul       | ㄱ | ㄲ | ㄴ | ㄷ | ㄸ | ㄹ  | ㅁ | ㅂ | ㅃ | ㅅ | ㅆ | ㅇ | ㅈ | ㅉ | ㅎ | ㅊ | ㅋ | ㅌ | ㅍ |
| IPA          | k  | ɡ̬  | ɳ  | t  | d̬  | ɽ/ɭ | m  | p  | b̬  | s  | z̬  | ŋ  | c  | ɟ̬  | h  | cʰ | kʰ | tʰ | pʰ |
| transkrypcja | g  | kk | n  | d  | tt | l   | m  | b  | pp | s  | ss | ng | j  | jj | h  | ch | k  | t  | p  |

| hangul       | ㅏ | ㅐ | ㅑ | ㅒ  | ㅓ | ㅔ | ㅕ  | ㅖ | ㅗ | ㅛ | ㅜ | ㅠ | ㅘ | ㅙ  | ㅚ | ㅝ | ㅞ | ㅟ | ㅡ | ㅢ | ㅣ |
| IPA          | a  | ɛ  | ja | jɛ  | ʌ  | e  | jʌ  | je | o  | jo | u  | ju | wa | wɛ  | wø | wʌ | we | wi | ɨ  | ɨj | i  |
| transkrypcja | a  | ae | ya | yae | eo | e  | yeo | ye | o  | yo | u  | yu | wa | wae | oe | wo | we | wi | eu | ui | i  |

W dzisiejszej koreańszczyźnie zdania zapisuje się z zachowaniem odstępów pomiędzy wyrazami, w przeciwieństwie do chińskiego i japońskiego. Interpunkcja w języku koreańskim jest niemal identyczna jak w alfabetach łacińskich. Obecnie zapisuje się wyrazy od lewej do prawej, w przeszłości natomiast, a także czasami obecnie, szczególnie w poezji, zapisywano słowa od góry do dołu, od strony prawej do lewej, podobnie jak w pozostałych kulturach wschodnioazjatyckich.

## Fonetyka

### Samogłoski
Samogłoski krótkie i długie:
|  |  |

## Gramatyka
Koreański jest językiem aglutynacyjnym. W zdaniach występuje, podobnie jak w łacinie, szyk SOV (podmiot-dopełnienie-orzeczenie). Kolejność słów może ulegać pewnym modyfikacjom, jednak zawsze należy zachować czasownik na końcu. Ponadto, w przeciwieństwie do języka polskiego, przy odmianie rzeczowników przez przypadki, pisownia wyrazu pozostaje niezmienna, a przypadek gramatyczny wyrażony jest przez odpowiednią partykułę. Przykładowo, zdanie, które w języku polskim brzmi: „Rano poszedłem do sklepu.”, po koreańsku będzie wyglądać: „나는 아침에 가게에 갔어요.”, czyli w dosłownym tłumaczeniu: „Ja-(partykuła tematu zdania, pozbawiona polskiego odpowiednika) rano-w sklep-do poszedłem."
Słowa, które są oczywiste (temat, o którym się rozmawia) mogą być pominięte (podobnie jak to się dzieje w języku polskim), o ile nie zaszkodzi to w zrozumieniu zdania.
H: „아침에 가게에 갔어요?” (ach’im-e kage-e kass-ŏyo?)
G: „네, 갔어요.” (ne, kass-ŏyo.)
H: „Poszedłeś rano do sklepu?"
G: „Tak, poszedłem."
W języku koreańskim rzeczowniki nie dysponują rodzajem, nie odmienia się ich także przez przypadki. Koniugacja czasowników, jednakże, jest zależna od użytego czasu oraz relacji pomiędzy rozmówcami. Podobnie jak w języku japońskim język honoryfikatywny operuje innymi końcówkami niż język swobodny, używany w domu, wśród przyjaciół itp.

### Zaimki osobowe
W koreańskim zaimki odzwierciedlają honoryfikatywność języka.
Zaimki pierwszej osoby („ja”, „my”)
- jeo (저) – forma uprzejma, liczba pojedyncza
- na (나) – forma neutralna, liczba pojedyncza
- jeohui (저희) – forma uprzejma, liczba mnoga
- uri (우리) – forma neutralna, liczba mnoga

Zaimki drugiej osoby („ty”, „wy”)
- dangsin (당신) – forma nieuprzejma, liczba pojedyncza
- neo (너) – forma neutralna, liczba pojedyncza
- dangshindeul (당신들) – forma uprzejma, liczba mnoga
- neoheuideul (너희들) – forma neutralna, liczba mnoga

Przeważnie jednak nie używa się bezpośrednio zaimków „ty” / „twój”, lecz zastępuje się je słowami odzwierciedlającymi relację między mówcą a słuchaczem lub tytułami społecznymi. Używa się także imion z sufiksem -씨 (-ssi). Przykładowo:
- uczeń do nauczyciela: 선생님은 무엇을 가르칩니까? („Czego pan uczy?”, dosł. „Czego nauczyciel uczy?”)
- młodszy brat do starszej siostry: 이 책은 누나의 책이에요? („Czy ta książka jest twoja?”, dosł. „Czy ta książka jest starszej siostry?”)
- pracownik do innego pracownika: 광수씨, 광수씨의 서류를 여기에 둬 주세요. („Proszę, zostaw swoje dokumenty tutaj.”, dosł. „Niech Kwang Su zostawi dokumenty Kwang Su tutaj.”)

### Części mowy
Obecnie w języku koreańskim w wersji południowokoreańskiej wyróżnia się dziewięć części mowy (pumsa; 품사 品詞) przy czym według różnych źródeł liczba ta może się nieznacznie różnić. Oprócz tego istnieją jeszcze inne słowa i morfemy, które nie są klasyfikowane jako części mowy.
Części mowy:
- Kwanhyongsa; 관형사 – determinuje liczbę lub rodzaj rzeczowników
- Myongsa; 명사 – rzeczownik
- Taemyongsa; 대명사 – zaimek
- Chosa; 조사 – poimek
- Susa; 수사 – liczba
- Pusa; 부사 – przysłówek
- Tongsa; 동사 – czasownik
- Hyeongyongsa; 형용사 – przymiotnik
- Kamt'ansa; 감탄사 – interiekcja

Inne klasy słów lub morfemów:
- Chisio; 지시어 – zaimki wskazujące
- Chopsogeo; 접속어 – spójniki
- Omi; 어미 – końcówki czasownikowe
- Chomtuo; 접두어 – przedrostki
- Chommio; 접미어 – przyrostki

## Język grzecznościowy

### Honoryfikatywność względem podmiotu
Mówiąc o czyimś statusie, mówiący lub piszący używa specjalnych rzeczowników lub końcówek czasowników aby wyrazić tę pozycję. Z szacunkiem, który wyraża się poprzez dobór odpowiedniego słownictwa i końcówek zwracamy się do starszych osób, obcych, pracodawców, szefów, nauczycieli, klientów itp. Na tym samym lub niższym poziomie, także podkreślanym słownictwem i stosowaniem odpowiednich końcówek, są młodsi nieznajomi, uczniowie, podwładni itp. Bardzo niegrzeczną (i mogącą się nieprzyjemnie skończyć) jest próba zwrócenia się do kogoś stojącego wyżej w hierarchii społecznej używając konstrukcji zarezerwowanej np. dla zwierząt lub osób stojących niżej w hierarchii od mówiącego.
Jednym ze sposobów honoryfikowania jest użycie specjalnych rzeczowników w miejsce normalnych. Najlepszym przykładem jest użycie słowa jinji zamiast bap („jedzenie”). Częściej używa się specjalnych rzeczowników w rozmowie o krewnych. Przykładowo, mówiąc o swojej babci powiemy halmeoni, o czyjejś natomiast halmeonim. Końcówka -m jest częścią honoryfikatywnego przyrostka -nim (님).
Wszystkie czasowniki mogą być zamienione na honoryfikatywne dodając po rdzeniu i przed końcówką -si (시, wymawiane jako shi). Przykładowo, gada staje się gasida. Kilka czasowników ma swoje specjalne honoryfikatywne ekwiwalenty. Dla issda (있다, „istnieć”) bardziej formalną formą jest gyesida; meokda („jeść”) – japsusida; jada („spać”) – jumusida.
Kilka czasowników posiada specjalną skromną formę, używaną w przypadku kiedy mówimy o sobie w uprzejmej rozmowie. M.in. są to deurida i ollida będące skromną formą juda („dać”).
Zaimki w języku koreańskim mają także swoje mniej i bardziej grzeczne odpowiedniki. Jeo jest skromną formą na („ja”); jeoheuni skromną formą uri („my”); dangsin (dosłownie „przyjaciel” ale używany tylko do zwracania się do kogoś, bardziej formalny od chingu) jest grzeczną formą neo („ty”), mimo tego w języku koreańskim nie używa się raczej zaimków drugiej osoby liczby pojedynczej, zamiast tego lepiej zwracać się po nazwisku lub imieniu albo używać liczby mnogiej yeoreobun.

### Honoryfikatywność względem odbiorcy (stopień grzeczności)
Istnieje 7 czasownikowych paradygmatów honoryfikatywności względem odbiorcy, a każdy z nich posiada swoje unikalne końcówki, które pokazują poziom formalności sytuacji. W przeciwieństwie do honoryfikatywności względem podmiotu, która służy do okazaniu odpowiedniego respektu podmiotowi wypowiedzi, tutaj respekt odnosi się do odbiorcy wypowiedzi. Nazwy tych siedmiu poziomów wywodzą się od
niehonoryfikatywnej formy rozkazującej czasownika hada („robić”) dla każdego poziomu oraz przyrostka che, oznaczającego „styl”.

### Przykład
Na przykładzie czasownika hada (하다; „robić”) przedstawiono poniżej stopnie honoryfikatywności względem odbiorcy i podmiotu w zależności od formalności sytuacji.
| Stopień grzeczności | Poziom formalności                                       | Niehonoryfikatywna, teraźniejsza, oznajmująca forma „hada” | Honoryfikatywna, teraźniejsza, oznajmująca forma „hada” |
| Zastosowanie |                                                          |                                                            |                                                         |
| |                                                          |                                                            |                                                         |
| Hasoseoche (하소서체) | Bardzo formalnie, grzecznie                              | hanaida (하나이다)                                         | hashinaida (하시나이다)                                 |
| Tradycyjnie kierowane do władców lub wyższych urzędników; teraz tylko w dramatach historycznych i Biblii                                                                      |                                                          |                                                            |                                                         |
| |                                                          |                                                            |                                                         |
| Hapshoche (합쇼체) | Formalnie, grzecznie                                     | hamnida (합니다)                                           | hashimnida (하십니다)                                   |
| Używane często między obcymi sobie ludźmi, wśród męskich współpracowników, w zapowiedziach TV i do klientów                                                                   |                                                          |                                                            |                                                         |
| |                                                          |                                                            |                                                         |
| Haoche (하오체) | Formalnie, neutralny poziom grzeczności                  | hao (하오)                                                 | hashio (하시오), hasho (하쇼)                           |
| Używane obecnie głównie wśród ludzi starszych |                                                          |                                                            |                                                         |
| |                                                          |                                                            |                                                         |
| Hageche (하게체) | Formalnie, neutralny poziom grzeczności                  | hane (하네)                                                | hashine (하시네)                                        |
| Używane głównie przez osoby starsze, zwracające się do osób młodszych, przyjaciół lub krewnych                                                                                |                                                          |                                                            |                                                         |
| |                                                          |                                                            |                                                         |
| Haerache (해라체) | Formalnie, neutralny poziom grzeczności lub niegrzecznie | handa (한다)                                               | hashinda (하신다)                                       |
| Używane do bliskich przyjaciół, krewnych w podobnym wieku lub młodszych; stosowane w książkach, gazetach i czasopismach, a także w wypowiedziach typu „Ona powiedziała...”    |                                                          |                                                            |                                                         |
| |                                                          |                                                            |                                                         |
| Haeyoche (해요체) | Nieformalnie, grzecznie                                  | haeyo (해요)                                               | haseyo (하세요) (często), hasheoyo (하셔요) (rzadko)    |
| Głównie pomiędzy nieznajomymi. Częściej używane przez kobiety, jednak w Seulu wielu mężczyzn woli tę formę od Hapsoche                                                        |                                                          |                                                            |                                                         |
| |                                                          |                                                            |                                                         |
| Haeche (해체) | Nieformalnie, neutralna grzeczność lub niegrzecznie      | hae (해) (w mowie), hayeo (하여) (na piśmie)               | hasheo(하셔)                                            |
| Używane najczęściej pomiędzy bliskimi przyjaciółmi oraz przy zwracaniu się do młodszych osób. Nigdy nie jest używane pomiędzy nieznajomymi, o ile nie chce się wszcząć bójki. |                                                          |                                                            |                                                         |

## Słownictwo
Podstawowe koreańskie słownictwo opiera się na rodzimych słowach, jednakże ponad 50% słów to słowa sinokoreańskie (pochodzące z języka chińskiego). Historycznie w koreańskim pojawiły się też zapożyczenia z mongolskiego, sanskrytu i mandżurskiego. Współcześnie w południowokoreańskiej odmianie języka występują liczne anglicyzmy.
Podobnie jak Japończycy, Koreańczycy także używają dwóch systemów liczenia, z których jeden jest rdzennie koreański, a drugi – zapożyczony z chińskiego.
| liczba       | Chosongul       | liczebnik sinokoreański | liczebnik sinokoreański                                       | liczebnik rdzenny  | liczebnik rdzenny                                                          | liczebnik rdzenny    |
| ------------ | --------------- | ----------------------- | ------------------------------------------------------------- | ------------------ | -------------------------------------------------------------------------- | -------------------- |
| 0            | 영 (yeong/yŏng) | 영                      | yeong (yŏng)                                                  | –                  | –                                                                          | –                    |
| 1            | Un              | 일                      | il (il)                                                       | 하나               | 하나                                                                       | hana (hana)          |
| 2            | Il              | 이                      | i (i)                                                         | 둘                 | 둘                                                                         | dul (tul)            |
| 3            | Nam             | 삼                      | sam (sam)                                                     | 셋                 | 셋                                                                         | ses (set)            |
| 4            | Czol            | 사                      | sa (sa)                                                       | 넷                 | 넷                                                                         | nes (net)            |
| 5            | Suk             | 오                      | o (o)                                                         | 다섯               | 다섯                                                                       | daseos (tasŏt)       |
| 6            |                 | 육                      | yug (yuk)                                                     | 여섯               | 여섯                                                                       | yeoseos (yŏsŏt)      |
| 7            |                 | 칠                      | chil (chil)                                                   | 일곱               | 일곱                                                                       | ilgob (ilgop)        |
| 8            |                 | 팔                      | pal (pal)                                                     | 여덟               | 여덟                                                                       | yeodeolb (yŏdŏl)     |
| 9            |                 | 구                      | gu (ku)                                                       | 아홉               | 아홉                                                                       | ahob (ahop)          |
| 10           |                 | 십                      | sib (ship)                                                    | 열                 | 열                                                                         | yeol (yŏl)           |
| 20           |                 | –                       | –                                                             | 스물               | 스물                                                                       | seumul (sŭmul)       |
| 30           |                 | –                       | –                                                             | 서른               | 서른                                                                       | seoleun (sŏrŭn)      |
| 40           |                 | –                       | –                                                             | 마흔               | 마흔                                                                       | maheun (mahŭn)       |
| 50           |                 | –                       | –                                                             | 쉰                 | 쉰                                                                         | swin (swin)          |
| 60           |                 | –                       | –                                                             | 예순               | 예순                                                                       | yesun (yesun)        |
| 70           |                 | –                       | –                                                             | 일흔               | 일흔                                                                       | ilheun (irŭn)        |
| 80           |                 | –                       | –                                                             | 여든               | 여든                                                                       | yeodeun (yŏdŭn)      |
| 90           |                 | –                       | –                                                             | 아흔               | 아흔                                                                       | aheun (ahŭn)         |
| 100          |                 | 백                      | baeg (paek)                                                   | 온                 | W praktyce do zapisu liczb wyższych od 99 używa się tylko systemu sinokor. | on (on)              |
| 1000         |                 | 천                      | cheon (ch’ŏn)                                                 | 즈믄               | W praktyce do zapisu liczb wyższych od 99 używa się tylko systemu sinokor. | jeumeun (jŭmŭn)      |
| 10000        |                 | 만                      | man (man)                                                     | 드먼               | W praktyce do zapisu liczb wyższych od 99 używa się tylko systemu sinokor. | deumeon (tŭmŏn)      |
| 100 milionów |                 | 억                      | eog (ŏk)                                                      | 잘                 | W praktyce do zapisu liczb wyższych od 99 używa się tylko systemu sinokor. | jal (jal)            |
| 10 biliardów |                 | 조                      | jo (jo)                                                       | 울                 | W praktyce do zapisu liczb wyższych od 99 używa się tylko systemu sinokor. | ul (ul)              |
| Przykłady    |                 |                         |                                                               |                    |                                                                            |                      |
| 14           |                 | 십사                    | sibsa (shipsa)                                                | 열넷               | 열넷                                                                       | yeolnes (yŏlnet)     |
| 30           |                 | 삼십                    | samsib (samship)                                              | 서른               | 서른                                                                       | seoleun (sŏrŭn)      |
| 59           |                 | 오십구                  | osibgu (oshipgu)                                              | 쉰아홉             | 쉰아홉                                                                     | swin-ahob (swinahop) |
| 964          |                 | 구백육십사              | gubaeg-yugsibsa (kubaeg-yukshipsa)                            | Patrz: uwaga wyżej | Patrz: uwaga wyżej                                                         | Patrz: uwaga wyżej   |
| 72830        |                 | 칠만이천팔백삼십        | chilman-icheon-palbaegsamsib (ch’ilman-ich’ŏn-p’albaeksamsip) | Patrz: uwaga wyżej | Patrz: uwaga wyżej                                                         | Patrz: uwaga wyżej   |

## Różnice pomiędzy dialektami Korei Północnej i Południowej
Język koreański w Korei Północnej i Południowej wykazuje pewne różnice na poziomie gramatyki, słownictwa, wymowy i ortografii.

### Wymowa
Słowa zapisywane w ten sam sposób można wymawiać w różny sposób. Poniżej znajdują się przykłady wymowy zapisane w transkrypcji McCune’a-Reischauera (MR) i poprawionej (RR) oraz alfabetem hangul. Zapisy hangulem wymowy oznaczają jak wyglądałyby wyrazy gdyby zapisywać je zgodnie z brzmieniem, tzw. phonetic hangeul (ang. fonetyczny hangul).
| Słowo  | Znaczenie             | Wymowa                | Wymowa            | Wymowa                | Wymowa              |
| Słowo  | Znaczenie             | Północna (RR/MR)      | Północna (hangul) | Południowa (RR/MR)    | Południowa (hangul) |
| 넓다   | szeroki               | neoptta (nŏpta)       | 넙따              | neoltta (nŏlta)       | 널따                |
| 읽고   | czytać (forma ciągła) | ikko (ikko)           | 익꼬              | ilkko (ilko)          | 일꼬                |
| 압록강 | rzeka Yalu (Amnok)    | amrokgang (amrokkang) | 암록강            | amnokgang (amnokkang) | 암녹강              |

### Pisownia
Niektóre wyrazy są zapisywane inaczej w obu częściach Korei, ale wymowa pozostaje taka sama.
| Zapis słowa | Zapis słowa | Znaczenie            | Wymowa (RR/MR)      | Uwagi                                                 |
| Północna    | Południowa  | Znaczenie            | Wymowa (RR/MR)      | Uwagi                                                 |
| 해빛        | 햇빛        | światło słoneczne    | haetbit (haetpit)   | „sai siot” (ㅅ) nie jest zapisywane w Korei Północnej |
| 벗꽃        | 벚꽃        | kwitnienie wiśni     | beotkkot (pŏtkkot)  |                                                       |
| 못읽다      | 못 읽다     | nie można przeczytać | modikta (mot ikta)  | spacja                                                |
| 한나산      | 한라산      | Hallasan             | hallasan (hallasan) | rzadki sposób wymawiania w Korei Północnej nn jak ll  |

### Różnice w pisowni i wymowie
Niektóre słowa mają inną pisownię i wymowę w obu częściach Korei.
| Słowo             | Słowo                    | Słowo               | Słowo                  | Znaczenie | Uwagi |
| Pisownia północna | Wymowa północna          | Pisownia południowa | Wymowa południowa      | Znaczenie | Uwagi |
| 력량              | ryeongryang (ryŏngryang) | 역량                | yeongnyang (yŏngnyang) | siła      | W wersji południowokoreańskiej w wyrazach rozpoczynających się oryginalnie na ri, ry, ni lub ny, zanikły początkowe r i n.                |
| 로동              | rodong (rodong)          | 노동                | nodong (nodong)        | praca     | Koreańskie słowa rozpoczynające się na literę r, w Korei Południowej zmieniły początkowe r na n (tylko jeżeli poprzedzają litery y lub i) |
| 원쑤              | wonssu (wŏnssu)          | 원수                | wonsu (wŏnsu)*         | wróg      | |
| 라지오            | rajio (rajio)            | 라디오              | radio (radio)          | radio     | |

* W Korei Północnej słowo 원수 (pochodzące od chińskiego yuanshuai) odnosi się do marszałka, stąd odmienna pisownia wyrazu oznaczającego wroga.

### Gramatyka
Niektóre konstrukcje gramatyczne różnią się w obu częściach Korei.
| Słowo             | Słowo                | Słowo               | Słowo               | Znaczenie                                    | Uwagi |
| Pisownia północna | Wymowa północna      | Pisownia południowa | Wymowa południowa   | Znaczenie                                    | Uwagi |
| 되였다            | doeyeotda (toeyŏtta) | 되었다              | doeeotda (toeŏtta)  | czas przeszły 되다 (doeda/toeda), „stać się” | Wszystkie podobne formy gramatyczne w Korei Północnej używają 여 zamiast południowokoreańskiego 어.                                                        |
| 고마와요          | gomawayo (komawayo)  | 고마워요            | gomawoyo (komawŏyo) | dzięki                                       | ㅂ- nieregularne czasowniki w Korei Północnej używają 와 (wa); w Korei Południowej dotyczy to tylko sytuacji, kiedy rdzeń czasownika posiada jedną sylabę. |
| 할가요            | halgayo (halkayo)    | 할까요              | halkkayo (halkkayo) | Zrobimy to?                                  | Pomimo że jest różnica w znakach hangul, wymowa jest podobna                                                                                               |

### Słownictwo
Niektóre słowa są różne w obu częściach Korei.
| Słowo             | Słowo                        | Słowo               | Słowo                     | Znaczenie                 | Uwagi                                                                                 |
| Pisownia północna | Wymowa północna              | Pisownia południowa | Wymowa południowa         | Znaczenie                 | Uwagi                                                                                 |
| 문화주택          | munhwajutaek (munhwajuT’aek) | 아파트              | apateu (ap'at'ŭ)          | mieszkanie („apartament”) | 아빠트 (appateu/appat'ŭ) jest także w użyciu w Korei Północnej                        |
| 얼음과자          | eol-eumgwaja (ŏrŭmkwaja)     | 아이스크림          | aiseukeulim (aisŭkŭrim)   | lody                      | 아이스크림 jest zapożyczeniem z ang. ice-cream, a 얼음과자 to rodzimy wyraz koreański |
| 조선말            | joseonmal (chosŏnmal)        | 한국말              | han-gungmal (han'gungmal) | język koreański           |                                                                                       |

### Inne
W Korei Północnej do cytowania (odpowiednik polskich cudzysłowów) używa się symboli 《 》, natomiast w Południowej znaków “ ”.

## Koreańskie słowa w innych językach
Niektóre koreańskie słowa i wyrażenia rozpowszechniły się dzięki sztukom walki. Dotyczy to szczególnie nazw tych dyscyplin (z których jedna, taekwondo, stała się dyscypliną olimpijską), jak też nazewnictwa w nich używanego.